# Campeonato Cearense Serie B 2023
El Campeonato Cearense de Serie B 2023 fue la 31.ª edición de dicho torneo, organizado por la Federación Cearense de Fútbol. El torneo comenzó el 4 de febrero, finalizó el 16 de abril y contó con la participación de 10 equipos.
Los do mejores equipos ascendieron al Campeonato Cearense 2024.

## Sistema de disputa
El campeonato constó de tres fases: Primera Fase, Segunda Fase y Tercera Fase (Cuadrangular del ascenso). En la Primera Fase, los diez clubes se agruparon en un solo grupo donde todos se enfrentaron todos contra todos en partidos de ida. Al finalizar los enfrentamientos, el 1° y 2° clasificado avanzaron directamente a la Tercera Fase y los clubes entre el 3° y 6° clasificado avanzaron a la Segunda Fase. 
Los dos clubes peor clasificados descendieron a la Serie C 2024. En la Segunda Fase, los clubes se enfrentaron en partidos de ida y vuelta según su ubicación en la fase anterior, con la siguiente clasificación: 3° vs 6° y 4.º vs 5.º.
Los equipos ganadores de los enfrentamientos de la segunda fase avanzaron a la Tercera Fase y, junto a los dos mejores clasificados de la Primera Fase, competirán en un cuadrangular en partidos solamente de ida. Al final de las tres fechas, los dos primeros ascendieron al Campeonato Cearense 2024.

## Equipos participantes
| Equipo                                          | Ciudad            | Temporada 2022 | Estadio (localía) | Capacidad |
| ----------------------------------------------- | ----------------- | -------------- | ----------------- | --------- |
| Centro de Formação de Atletas Tirol (CEFAT)     | Fortaleza         | 4.º            | Presidente Vargas | 20 268    |
| Crateús Esporte Clube                           | Crateús           | 2.º (Serie C)  | Juvenal Melo      | 6 000     |
| Crato Esporte Clube                             | Crato             | 10.º (Serie A) | Mirandão          | 10 000    |
| Floresta Esporte Clube                          | Fortaleza         | 5.º            | Presidente Vargas | 20 268    |
| Guarany Sporting Club                           | Sobral            | 6.º            | Junco             | 8 585     |
| Horizonte Futebol Clube                         | Horizonte         | 3.º            | Domingão          | 10 500    |
| Associação Desportiva Recreativa Cultural Icasa | Juazeiro do Norte | 9.º (Serie A)  | Arena Romeirão    | 5 000     |
| Itapipoca Esporte Clube                         | Itapipoca         | 8.º            | Perilo Teixeira   | 10 000    |
| Associação dos Desportistas de Pacatuba         | Pacatuba          | 1.º (Serie C)  | Moraisão          | 5 000     |
| Associação Esportiva Tiradentes                 | Fortaleza         | 7.º            | Presidente Vargas | 20 268    |

## Primera fase

### Clasificación
| Pos. | Equipo     | Pts. | PJ | G | E | P | GF | GC | Dif. | Clasificación.              |
| ---- | ---------- | ---- | -- | - | - | - | -- | -- | ---- | --------------------------- |
| 1    | Icasa      | 17   | 9  | 5 | 2 | 2 | 10 | 7  | +3   | Cuadrangular del ascenso.   |
| 2    | Guarany    | 16   | 9  | 5 | 1 | 3 | 11 | 7  | +4   | Cuadrangular del ascenso.   |
| 3    | Itapipoca  | 15   | 9  | 4 | 3 | 2 | 16 | 10 | +6   | Segunda fase.               |
| 4    | Floresta   | 15   | 9  | 4 | 3 | 2 | 15 | 10 | +5   | Segunda fase.               |
| 5    | Pacatuba   | 15   | 9  | 4 | 3 | 2 | 7  | 4  | +3   | Segunda fase.               |
| 6    | Horizonte  | 12   | 9  | 3 | 3 | 3 | 11 | 10 | +1   | Segunda fase.               |
| 7    | CEFAT      | 11   | 9  | 2 | 5 | 2 | 10 | 9  | +1   |                             |
| 8    | Tiradentes | 10   | 9  | 3 | 1 | 5 | 8  | 17 | −9   |                             |
| 9    | Crateús    | 6    | 9  | 1 | 3 | 5 | 6  | 11 | −5   | Descenso a la Serie C 2024. |
| 10   | Crato      | 5    | 9  | 1 | 2 | 6 | 5  | 14 | −9   | Descenso a la Serie C 2024. |

Actualizado a los partidos jugados el 18 de marzo de 2023.
 Fuente: FCF

### Fixture
- La hora de cada encuentro corresponde al huso horario correspondiente al Estado de Ceará (UTC-3).

| Guarany   | 1 - 0 | Crateús    | Junco           | 4 de febrero  | 15:30 |
| Horizonte | 1 - 0 | Pacatuba   | Domingão        | 5 de febrero  | 15:30 |
| Crato     | 0 - 1 | Icasa      | Arena Romeirão  | 5 de febrero  | 17:00 |
| Floresta  | 1 - 0 | CEFAT      | PV              | 9 de febrero  | 15:30 |
| Itapipoca | 2 - 0 | Tiradentes | Perilo Teixeira | 18 de febrero | 15:30 |

| Crato    | 0 - 0 | Itapipoca  | Inaldão        | 10 de febrero | 15:30 |
| Pacatuba | 1 - 0 | Guarany    | Almir Dutra    | 11 de febrero | 15:30 |
| CEFAT    | 0 - 0 | Horizonte  | Elzir Cabral   | 12 de febrero | 15:30 |
| Crateús  | 0 - 0 | Floresta   | Juvenal Melo   | 12 de febrero | 17:00 |
| Icasa    | 2 - 0 | Tiradentes | Arena Romeirão | 12 de febrero | 17:00 |

| Horizonte  | 2 - 2 | Itapipoca | Domingão       | 15 de febrero | 15:30 |
| Tiradentes | 1 - 0 | Pacatuba  | Moraisão       | 15 de febrero | 15:30 |
| Icasa      | 0 - 0 | Crateús   | Arena Romeirão | 15 de febrero | 20:00 |
| Guarany    | 1 - 1 | CEFAT     | Junco          | 16 de febrero | 15:30 |
| Floresta   | 2 - 0 | Crato     | Domingão       | 16 de febrero | 15:30 |

| Guarany   | 3 - 0 | Crato      | Junco           | 8 de marzo | 15:30 |
| Itapipoca | 0 - 0 | Pacatuba   | Perilo Teixeira | 8 de marzo | 15:30 |
| CEFAT     | 1 - 1 | Icasa      | Elzir Cabral    | 8 de marzo | 15:30 |
| Floresta  | 5 - 1 | Tiradentes | Domingão        | 9 de marzo | 15:30 |
| Crateús   | 0 - 1 | Horizonte  | Juvenal Melo    | 9 de marzo | 20:00 |

| Itapipoca  | 3 - 0 | Icasa    | Perilo Teixeira | 25 de febrero | 15:30 |
| Pacatuba   | 1 - 1 | Crateús  | Almir Dutra     | 26 de febrero | 15:30 |
| Crato      | 1 - 1 | CEFAT    | Mirandão        | 26 de febrero | 15:30 |
| Horizonte  | 2 - 2 | Floresta | Domingão        | 26 de febrero | 15:30 |
| Tiradentes | 0 - 1 | Guarany  | Elzir Cabral    | 26 de febrero | 15:30 |

| Guarany    | 2 - 1 | Itapipoca | Perilo Teixeira | 1 de marzo | 15:30 |
| Floresta   | 1 - 1 | Pacatuba  | PV              | 1 de marzo | 15:30 |
| Icasa      | 3 - 1 | Horizonte | Arena Romeirão  | 1 de marzo | 20:00 |
| Tiradentes | 2 - 2 | CEFAT     | Elzir Cabral    | 2 de marzo | 15:30 |
| Crateús    | 2 - 1 | Crato     | Juvenal Melo    | 2 de marzo | 20:00 |

| Icasa     | 1 - 0 | Guarany    | Arena Romeirão  | 4 de marzo | 17:00 |
| Crato     | 0 - 2 | Pacatuba   | Mirandão        | 5 de marzo | 15:30 |
| Horizonte | 0 - 1 | Tiradentes | Domingão        | 5 de marzo | 15:30 |
| CEFAT     | 1 - 0 | Crateús    | Elzir Cabral    | 5 de marzo | 15:30 |
| Itapipoca | 3 - 1 | Floresta   | Perilo Teixeira | 5 de marzo | 15:30 |

| Pacatuba   | 1 - 0 | Icasa     | João Ronaldo | 11 de marzo | 15:30 |
| Horizonte  | 3 - 0 | Crato     | Domingão     | 12 de marzo | 15:30 |
| Tiradentes | 3 - 2 | Crateús   | Elzir Cabral | 12 de marzo | 15:30 |
| Floresta   | 2 - 1 | Guarany   | PV           | 12 de marzo | 15:30 |
| CEFAT      | 4 - 2 | Itapipoca | Domingão     | 13 de marzo | 15:30 |

| Crateús  | 1 - 3 | Itapipoca  | Juvenal Melo   | 18 de marzo | 15:30 |
| Icasa    | 2 - 1 | Floresta   | Arena Romeirão | 18 de marzo | 15:30 |
| Pacatuba | 1 - 0 | CEFAT      | João Ronaldo   | 18 de marzo | 15:30 |
| Crato    | 3 - 0 | Tiradentes | Mirandão       | 18 de marzo | 15:30 |
| Guarany  | 2 - 1 | Horizonte  | Junco          | 18 de marzo | 15:30 |

## Segunda fase
- La hora de cada encuentro corresponde al huso horario correspondiente al Estado de Ceará (UTC-3).

### Semifinales
| Pacatuba  | 0 - 1 | Floresta  | João Ronaldo | 22 de marzo | 15:30 |
| Horizonte | 1 - 1 | Itapipoca | Domingão     | 23 de marzo | 15:30 |

| Floresta  | 0 - 0 | Pacatuba  | PV              | 25 de marzo | 15:30 |
| Itapipoca | 0 - 1 | Horizonte | Perilo Teixeira | 26 de marzo | 15:30 |

## Cuadrangular del ascenso

### Clasificacición
| Pos. | Equipo    | Pts. | PJ | G | E | P | GF | GC | Dif. | Clasificación.                                    |
| ---- | --------- | ---- | -- | - | - | - | -- | -- | ---- | ------------------------------------------------- |
| 1    | Horizonte | 7    | 3  | 2 | 1 | 0 | 6  | 3  | +3   | Campeón y ascenso al Campeonato Cearense 2024.    |
| 2    | Floresta  | 5    | 3  | 1 | 2 | 0 | 4  | 1  | +3   | Subcampeón y ascenso al Campeonato Cearense 2024. |
| 3    | Icasa     | 4    | 3  | 1 | 1 | 1 | 2  | 2  | 0    |                                                   |
| 4    | Guarany   | 0    | 3  | 0 | 0 | 3 | 1  | 7  | −6   |                                                   |

Actualizado a los partidos jugados el 16 de abril de 2023.
 Fuente: FCF

### Fixture
- La hora de cada encuentro corresponde al huso horario correspondiente al Estado de Ceará (UTC-3).

| Guarany  | 1 - 3 | Horizonte | Junco | 2 de abril | 15:30 |
| Floresta | 0 - 0 | Icasa     | PV    | 2 de abril | 15:30 |

| Icasa     | 1 - 0 | Guarany  | Arena Romeirão | 8 de abril | 17:00 |
| Horizonte | 1 - 1 | Floresta | Domingão       | 9 de abril | 15:30 |

| Guarany | 0 - 3 | Floresta  | Junco          | 16 de abril | 15:30 |
| Icasa   | 1 - 2 | Horizonte | Arena Romeirão | 16 de abril | 15:30 |

## Goleadores
Actualizado el 16 de abril de 2023.
| Pos. | Jugador  | Equipo     | Goles |
| ---- | -------- | ---------- | ----- |
| 1    | Rodolfo  | Floresta   | 9     |
| 2    | Tico     | Horizonte  | 7     |
|      | Ksin     | Itapipoca  | 5     |
|      | Lucas    | Tiradentes | 5     |
|      | Valtinho | Guarany    | 5     |
|      | Leo      | Horizonte  | 5     |